# Child porn
хуй иди нахуй май Литл пони фортнайт яйца я гей я люблю мужиков.  Я краду детей аутистов
1. ↑  Бесплатные порно видео - XVIDEOS.COM. www.xv-ru.com. Дата обращения: 17 августа 2025.